# اپیکوریسم

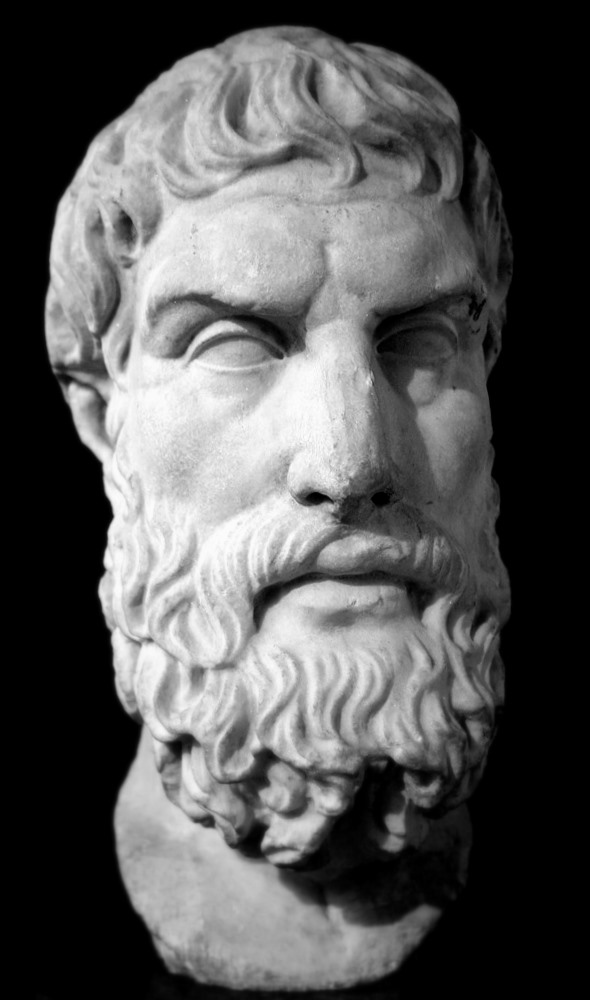
اپیکور

اپیکوریسم یا اپیکوریانیسم (انگلیسی: Epicureanism) که به فلسفه لذت یا لذت‌گرایی ترجمه شده‌است، یک نظام فلسفی بر اساس آموزه‌های فیلسوف یونان باستان، اپیکور است که حدود ۳۰۷ سال پیش از میلاد پایه‌گذاری شد.

## فلسفه اپیکور
اپیکور در حکمت نظری پیرو دموکریتوس و طرفدار آتمیسم است، او اینکه گفته می‌شود خود معترف به دینی که از دموکریتوس دارد نیست؛ و در حکمت عملی «لذت‌گرا» است، یعنی لذت را مساوی با خیر و خوبی می‌داند و وظیفه هر کس را تحصیل لذت و فرار از رنج می‌داند.
اپیکور، لذتی را که به دنبال خود رنج می‌آورد سخت نکوهش می‌کند. به همین دلیل، مخالف عیاشی و لذت‌پرستی به مفهوم دم‌غنیمت‌شماری است. ولی علی‌رغم نظریه او، در میان مردم گرایش به عیاشی و دم‌غنیمت‌شماری به «اپیکوریسم» معروف شده‌است.
اپیکور، لذات را به متحرک و ساکن، یا فعال و منفعل تقسیم می‌کند. مقصودش از لذات متحرک یا فعال، لذاتی است که معمولاً ناشی از یک درد است و به دنبال خود نیز درد و رنج و لااقل فرسودگی و خستگی می‌آورد. مثل لذت غذا خوردن، لذت جنسی، یا لذت جاه و مقام؛ ولی لذت ساکن همان حالت آرامشی است که از نبودن رنج پدید می‌آید، مثل لذت سلامت. اپیکور لذت ساکن را توصیه می‌کند نه لذت متحرک را. اپیکور همواره به سادگی توصیه می‌کند و از این جهت فلسفهاش به فلسفه کلبیون نزدیک است. می‌گوید:
«در حالی که به آب و نان، روز می‌گذارم، تنم از خوشی سرشار است، و بر خوشیهای تجمل آمیز آب دهان می‌اندازم، نه به خاطر خود آن خوشیها بلکه به خاطر سختیهایی که در پی دارند»
فلسفه اپیکور، هر چند به نام فلسفه لذت معروف شده‌است، ولی در حقیقت این فلسفه، فلسفه ضد رنج است، یعنی او خیر و فضیلت را در کم کردن رنج می‌داند؛ بنابراین اینکه می‌گویند: «او فضیلت را در حزم در جستجوی لذت می‌داند»، باید گفت: «او فضیلت را در حزم در کاهش رنج می‌داند».
اپیکور می‌گوید:
«بزرگترین خوبی حزم است. حزم حتی از فلسفه گرانبهاتر است».
گاه اپیکورها را به نادرستی هوادار آیین «بخور، بنوش، شاد باش» دانسته‌اند ولی چنین مفهومی از این مکتب بی انصافی در حق فلسفه اپیکوری است. مقصود اپیکور از لذت، لذات زودگذر و احساسات فردی نبود، بلکه لذتی بود که سراسر زندگی شخص را در بر می‌گرفت. او لذت را هم به معنای نبودن درد در جسم و هم نبودن نگرانی در جان می‌دانست، سعادت و شادمانی روح در لذت است. در بالای در ورودی باغ اپیکور نوشته بود: «روح شما در اینجا شادمان خواهد بود، ما شادمانی را بزرگ‌ترین خیر می‌دانیم.» هر چند برخی از پیروان اپیکور به لذت‌های جسمانی و آنی رو آوردند، ولی خود اپیکور چنین گفته‌است: «وقتی می‌گوییم لذت مقصد زندگی است، مقصودمان به خلاف آنچه عده‌ای می‌گویند، لذات بی‌قید و بند جسمانی نیست، بلکه رها بودن انسان از درد جسمی و رنج روحی است. آشامیدن یا شادمانی کردن موجب لذت زندگی نمی‌شود؛ لذات روحانی از تفکر سلیمانه، از بررسی عقلانی موارد گزینش و موارد انکار و از رها شدن افکار تحریک‌کننده نفس بر می‌آیند. عقل به ما می‌گوید که نمی‌توانیم شادمانه زندگی کنیم مگر آنکه عاقلانه، نجیبانه و عادلانه زندگی کنیم.»

### سیاست در فلسفه اپیکور
اپیکورها معتقدند که زندگی در جامعه زیر حکم قانون و رعایت حقوق مایه خرسندی است. وضع بی قانونی یا حالت جنگ در جامعه به هیچ رو برای آرامش روح مناسب نیست. آن‌ها استدلال می‌کردند که روابط اجتماعی و حقوقی به منافع فردی و به خواست‌های افراد برای صیانت نفس از آسیب و زیان بستگی دارد. افراد تا زمانی از قانون اطاعت می‌کنند که برای تحقق هدف آن‌ها کمک کند.

### علت محبوبیت فلسفه اپیکور
فلسفه اپیکوری بدان سبب محبوبیت یافت که انسان‌ها را از ترس از مرگ می‌رهانید و احتمال می‌داد که زندگی بعد از مرگ نباشد. همچنین چون پیام آن لذت و احساس فردی بود بین مردم محبوبیت یافت. در حالی که درک و فهم فلسفه دیگر مکاتب برای مردم عامی دشوار بود، پیش‌گامان این مکتب اهداف و پیام فلسفه خود را بین مردم گسترش دادند.

### فلسفه اپیکور و نگاه آن به مرگ
به عقیدهٔ اپیکور، اختلالاتی که تعادل روانی را به مخاطره می‌اندازد و مانع نیکبختی انسان می‌شود، بیم از خدایان و ترس از مرگ است.
طبق فلسفهٔ اپیکوری، خدایان در مکان‌هایی میان جهان‌های جداگانه جای دارند و در آنجا زندگی بی دغدغه و رستگارانه‌ای را می‌گذرانند، بدون اینکه در حوادث زمینی دخالت و در سرنوشت انسان شرکت کنند. اگر خدایان در زندگی زمینیان دخالت می‌کردند، دیگر ذات‌هایی کامل نمی‌بودند، چرا که از منظر اخلاقی، مسئول کژی‌ها و کاستی‌های زندگی زمینیان می‌بودند.

## تأثیر بر فلاسفه ایران
بسیاری از محققان و ادیبان از جمله صادق هدایت بر این نظر هستند که فلسفه خیام متأثر از فلسفه اپیکور (فلسفه لذت) است؛ و به واسطه خیام، حافظ را هم متأثر از فلسفه اپیکور می‌دانند. آنها به بسیاری از اشعار ازجمله  به رباعیات زیر استناد می‌کنند:

می خوردن و شاد بودن آیین منست / فارغ بودن ز کفر و دین دین منست
گفتم به عروس دهر کابین تو چیست / گفتا دل خرم تو کابین منست

خیام اگر ز باده مستی خوش باش/ با ماهرخی اگر نشستی خوش باش
چون عاقبت کار جهان نیستی است/ انگار که نیستی چو هستی خوش باش

از دی که گذشت هیچ ازو یاد مکن / فردا که نیامده ست فریاد مکن
برنامده و گذشته بنیاد مکن / حالی خوش باش و عمر بر باد مکن

این قافله عمر عجب میگذرد / دریاب دمی که با طرب میگذرد
ساقی غم فردای حریفان چه خوری / پیش آر پیاله را که شب میگذرد